# أسلوب التنين القتالي
أسلوب التنين القتالي (بالصينية: 龍形摩橋) هو أسلوب قديم ويعد أحد فروع الكونغ فو. أسلوب التنين هو نمط مقلد تم تطويره بناءً على الخصائص المتخيلة للتنين الصيني الأسطوري.

## تأسيسه
نقل تاريخ أسلوب التنين شفويا بدلا من النص، لذلك ربما لن تكون أصوله معروفة بكاملها ولكن يعتقد أن أسلوب التنين تم تقديمه من قبل راهبة تدعى وو موي، وتم تعديله في المناطق الشمالية والجنوبية من الصين.

## سبب ممارسة هذا الأسلوب
هذا الحيوان لا وجود له في الحقيقة ولكن الغرض من دراسته هو زيادة القدرة على تعميق التصور العقلي.

## أهم التقنيات في هذا الأسلوب

### مخلبالتنين
ميزة فريدة في أسلوب التنين هو تقنية مخلب التنين خذ الإبهام والسبابة والإصبع الأوسط وقم بلفها معًا لتشكيل الكماشة. يمكنك استخدام ذلك للاستيلاء بسرعة على الأوتار والأربطة ونقاط الضغط في جسم خصمك.

### ضربات اليد
قبضة أو فتح الكف لضرب الخصم. إذا كنت تستخدم راحة يدك، افتح يدك واستخدم وسط راحة يدك، الجزء الأصعب للضرب. تعمل ضربات القبضة المغلقة أيضًا بشكل جيد وتشبه اللكمات المستخدمة في أساليب الشاولين

### الركلات
تقتصر الركلات عمومًا تحت الخصر في أسلوب التنين على الركل تحت الخصر، الركل على الركبة أو الفخذ، لأن هذه مناطق حساسة بشكل خاص.

### أهم الأشياء التي يركز عليها هذا الأسلوب
يركز هذا الأسلوب على النمو العقلي والروحي الذي يأتي من الممارسة المخصصة لفنون الدفاع عن النفس.

## مميزات هذا الأسلوب
يتميز هذا الأسلوب بقوة وسرعة ومرونة ورشاقة وتوافق الحركات والقدرة على ادائها في اتجاه بدقة وفاعلية كما ان خطواته ثابته متزنه غير مكشوفة للخصم.

## أنواعه
- أسلوب التنين الشمالي.
- أسلوب التنين الجنوبي.

كل نوع يختلف عن الأخر من ناحية التقنيات ولكنه لا يختلف أختلاف جذري